# Edward Herbert
Edward Franciszek Stanisław Herbert (ur. 26 marca 1899 w Przemyślu, zm. 1940 w Katyniu) – polski kapitan broni pancernej Wojska Polskiego, ofiara zbrodni katyńskiej.

## Życiorys
Edward Franciszek Stanisław Herbert urodził się 26 marca 1899 w Przemyślu. Był synem Mariana Herberta, generała brygady Wojska Polskiego, i Bronisławy z Hawliczków. W rodzinnym mieście ukończył pięć lat szkoły, potem cztery klasy w szkole realnej w Wiedniu, gdzie od 1915 uczył się w szkole kadetów.
Po odzyskaniu przez Polskę niepodległości w listopadzie 1918 został przyjęty do Wojska Polskiego. Od listopada 1918 do stycznia 1919 przebywał na kursie kadetów w Krakowie, a od stycznia do marca 1919 w Szkole Podchorążych w Warszawie, po czym mianowano go sierżantem. Następnie przeszedł do służby w 18 pułku piechoty, dowodzonym przez jego ojca. W szeregach tej jednostki do stycznia 1920 uczestniczył w działaniach na froncie ukraińskim podczas wojny polsko-bolszewickiej. Na początku 1920 przebywał na leczeniu i urlopie, a potem uczył się w szkole podchorążych w Warszawie, gdzie latem 1920 otrzymał mianowanie na stopień oficerski podporucznika. Od 17 sierpnia 1920 był żołnierzem w batalionie zapasowym 2 pułk piechoty Legionów, w którym został dowódcą oddziału technicznego. Wraz z nim walczył ponownie przeciw bolszewikom na Lubelszczyźnie oraz w bitwie pod Komarowem 31 sierpnia 1920. Otrzymał awans na stopień porucznika ze starszeństwem z dniem 1 listopada 1920.
Po nastaniu pokoju służył w 6 pułku Strzelców Podhalańskich, w 1921 w 2 pułku Strzelców Podhalańskich w Sanoku. Od 15 maja do 27 lipca 1922 był słuchaczem na kursie sapersko-technicznym przy 10 pułku Saperów w Przasnyszu. Od 1923 był żołnierzem formacji pionierów 17 pułku piechoty w Rzeszowie, gdzie pełnił funkcję dowódca plutonu. Od 3 stycznia do 2 lipca 1931 przebywał na kursie dla oficerów w Centrum Wyszkolenia Broni Pancernej w Warszawie. Po jego ukończeniu do sierpnia 1931 był dowódcą 9 kompanii w 17 pp. Pod koniec tego miesiąca, jako oficer piechoty został przeniesiony do 1 pułku pancernego w Poznaniu. W tej jednostce został dowódcą plutonu w kompanii szkolnej, po pobycie w szpitalu w 1932 i 1933, w dniu 7 maja 1933 ponownie został dowódcą plutonu w kompanii szkolnej, a 2 stycznia 1934 został p.o. dowódcy kompanii. Od 15 marca 1934 służył w 5 batalionie czołgów i samochodów pancernych (od 1935 przemianowany na 5 batalion pancerny) w Krakowie. Tam objął dowództwo nad kompanią gospodarczej. Przejściowo, od 28 maja do 12 czerwca 1934 był w jednostce oficerem sportowym. W korpusie broni pancernej został awansowany na stopień kapitana ze starszeństwem z dniem 1 stycznia 1935. W 1938 został dowódcą kompanii szkolnej i sprawował to stanowisko do 1939.
W czasie mobilizacji w sierpniu 1939 został dowódcą 51 szwadronu Czołgów Rozpoznawczych, w ramach sformowanego 51 dywizjonu Pancernego dla Krakowskiej Brygady Kawalerii, w składzie Armii „Kraków”. Po wybuchu II wojny światowej na początku walk obronnych w dniu 2 września 1939 został ranny podczas lotniczego bombardowania w Żarkach, po czym trafił do szpitala. Po agresji ZSRR na Polskę z 17 września 1939 został aresztowany przez Sowietów. Był przetrzymywany w obozie w Kozielsku. Wiosną 1940 został wywieziony w transporcie do Katynia i tam rozstrzelany przez funkcjonariuszy Obwodowego Zarządu NKWD w Smoleńsku oraz pracowników NKWD przybyłych z Moskwy na mocy decyzji Biura Politycznego KC WKP(b) z 5 marca 1940. 28 lipca 2000 został pochowany na terenie późniejszego Polskiego Cmentarza Wojennego w Katyniu.

## Życie prywatne
8 sierpnia 1921 w kościele rzymskokatolickim Sanoku poślubił Teresę Brygidę Bronisz (ur. 1900), zamieszkującą dotychczas w Piotrkowie. Mieli córkę Marię (ur. 1931). W styczniu 1937 decyzją Konsystorza Wileńskiego Ewangelicko-Reformowanego orzeczono rozwiązanie małżeństwa Edwarda i Teresy Herbertów. 1 maja 1937 w kościele ewangelicko-reformowanym w Wilnie, Edward Herbert zawarł związek małżeński z Emilią Honoratą Stachurzanką. Przed 1939 zamieszkiwał z drugą żoną przy ulicy Śląskiej 9a w Krakowie
Był kuzynem Zbigniewa Herberta, który zadedykował Edwardowi wiersz pt. Guziki.

## Upamiętnienie
Jego kuzynem był poeta Zbigniew Herbert, który latach napisał wiersz zatytułowany Guziki (z podtytułem Pamięci kapitana Edwarda Herberta), opublikowany w tomie pt. Rovigo, wydanym w 1992.
5 października 2007 roku minister obrony narodowej Aleksander Szczygło awansował go pośmiertnie na stopień majora. Awans został ogłoszony 9 listopada 2007 roku w Warszawie, w trakcie uroczystości „Katyń Pamiętamy – Uczcijmy Pamięć Bohaterów”.
W ramach akcji „Katyń... pamiętamy” / „Katyń... Ocalić od zapomnienia” Edwardowi Herbertowi poświęcono Dęby Pamięci w Przemyślu.

## Ordery i odznaczenia
- Srebrny Krzyż Zasługi (przed 1932)[36][24][2]
- Medal Pamiątkowy za Wojnę 1918–1921[2]
- Medal Dziesięciolecia Odzyskanej Niepodległości[2]
- Krzyż Wołynia (za wojnę 1920)[9]